# Seaham
Seaham är en stad och civil parish i grevskapet Durham i England. Orten har 20 172 invånare (2011).